# IEC TC 124
Technická komise IEC TC 124, Nositelná elektronická zařízení a technologie,  je jednou z technických komisí Mezinárodní elektrotechnické komise (International Electrotechnical Commission, IEC). TC 124 je odpovědná za normalizaci  v oblasti nositelných elektronických zařízení a technologií, tj. materiálů, e-komponent a e-zařízení, která jsou "záplatovatelná" (patchable), implantovatelná, polykatelná nebo vyrobená z e-textilií.   

## Pracovní skupiny a subkomise
TC 124 sestává z řady pracovních skupin (working groups, WG), které odpovídají za normy z příslušné oblasti. Aktivní pracovní skupiny jsou uvedeny v tabulce.
. 
| IEC TC 124 ‒ Pracovní skupiny |                    |                                                                       |
| Pracovní skupina              | Název skupiny      | Příklady norem                                                        |
| WG 1                          | Terminologie       | IEC 63203-101 (nositelná e-zařízení a technologie)                    |
| WG 2                          | e-textilie         | IEC 63203-204-1 (e-textilie - trvanlivost při praní)                  |
| WG 3                          | Materiály          | IEC 63203-201-2 (E-textilie - základní vlastnosti vodivých textilií)) |
| WG 4                          | Zařízení a systémy | IEC 63203-20X-X (monitorování srdečního tepu)                         |

## Projekty komise IEC TC 124
Aktuální rozpracované projekty lze nalézt na webu IEC . 

## Ilustrace výrobků souvisejících s nositelnou elektronikou

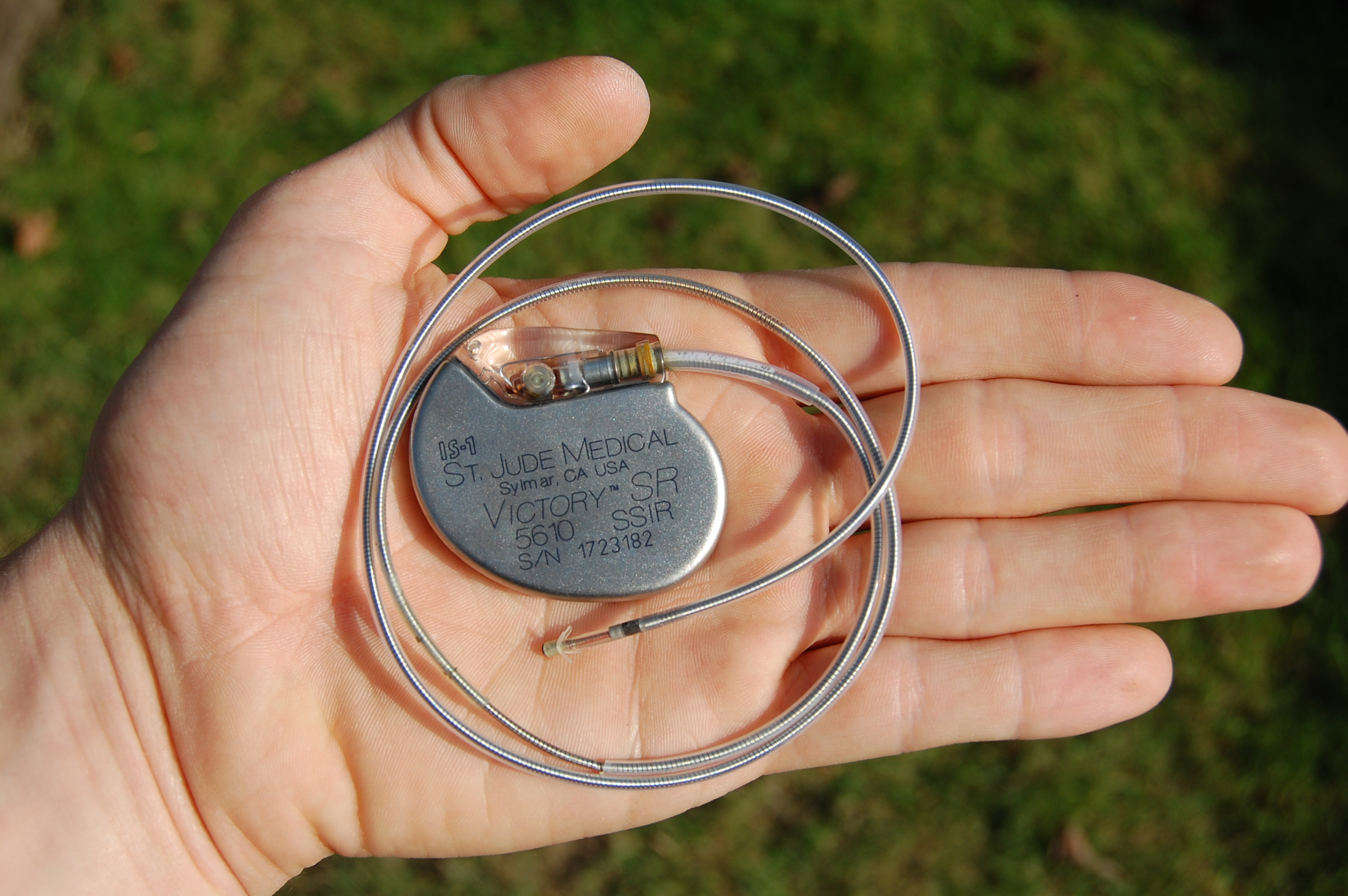
Implantovatelné zařízení (Kardiostimulátor) v ruce; pro posouzení rozměrů
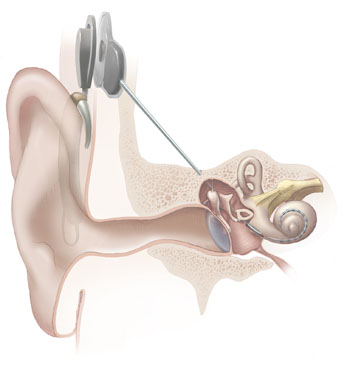
Kochleární implantát pro sluchově postižené osoby
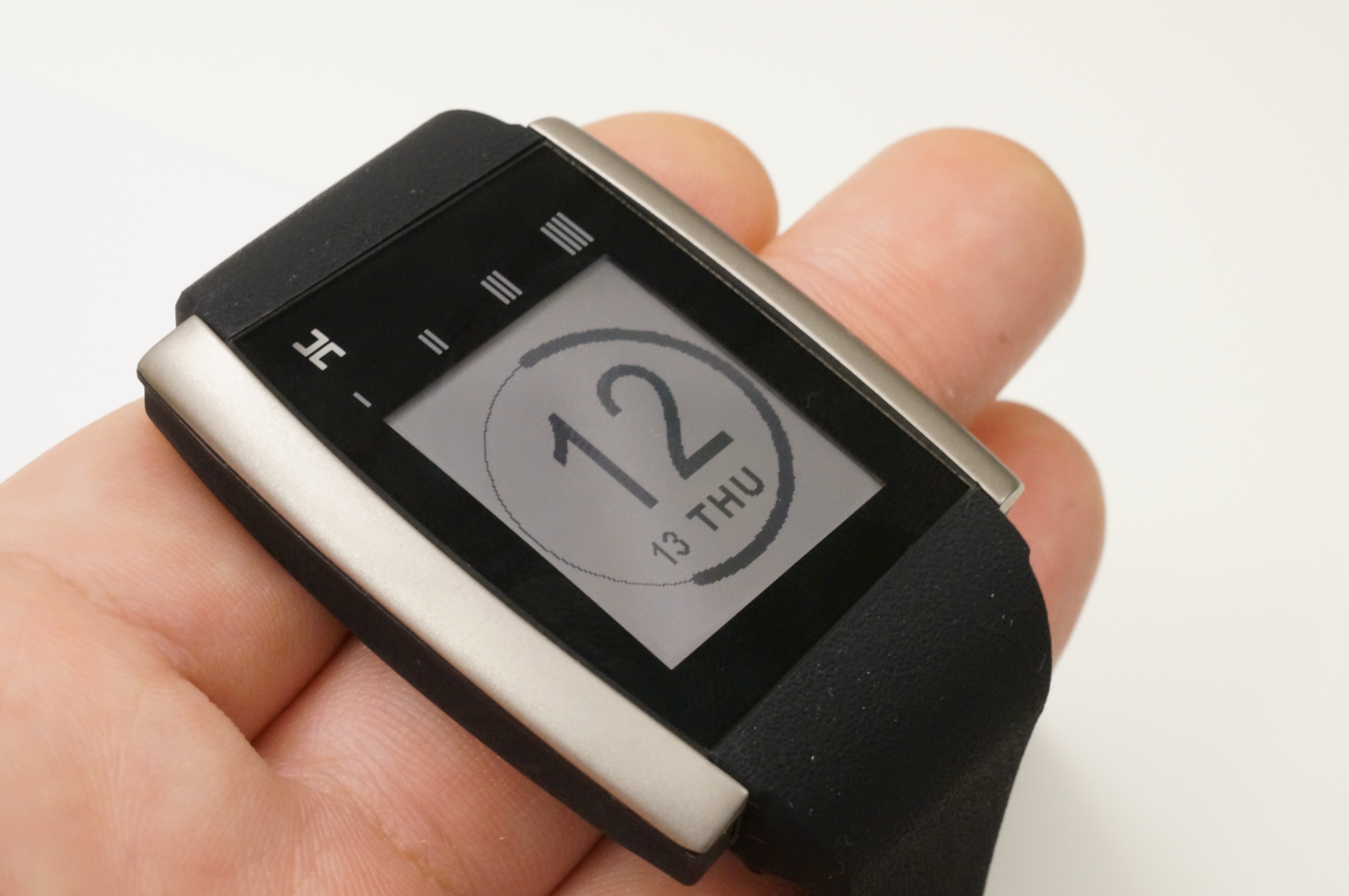
Chytré hodinky umožňující mj. přímý poslech a odpověď na telefonní volání
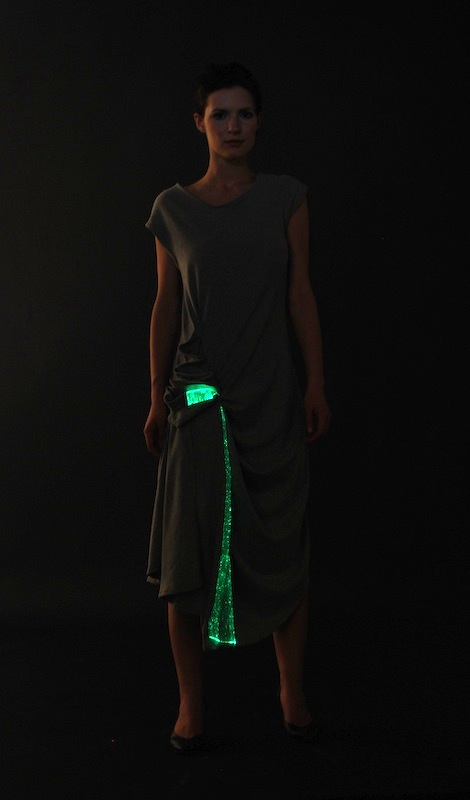
Svítící diody zabudované do dámské módy
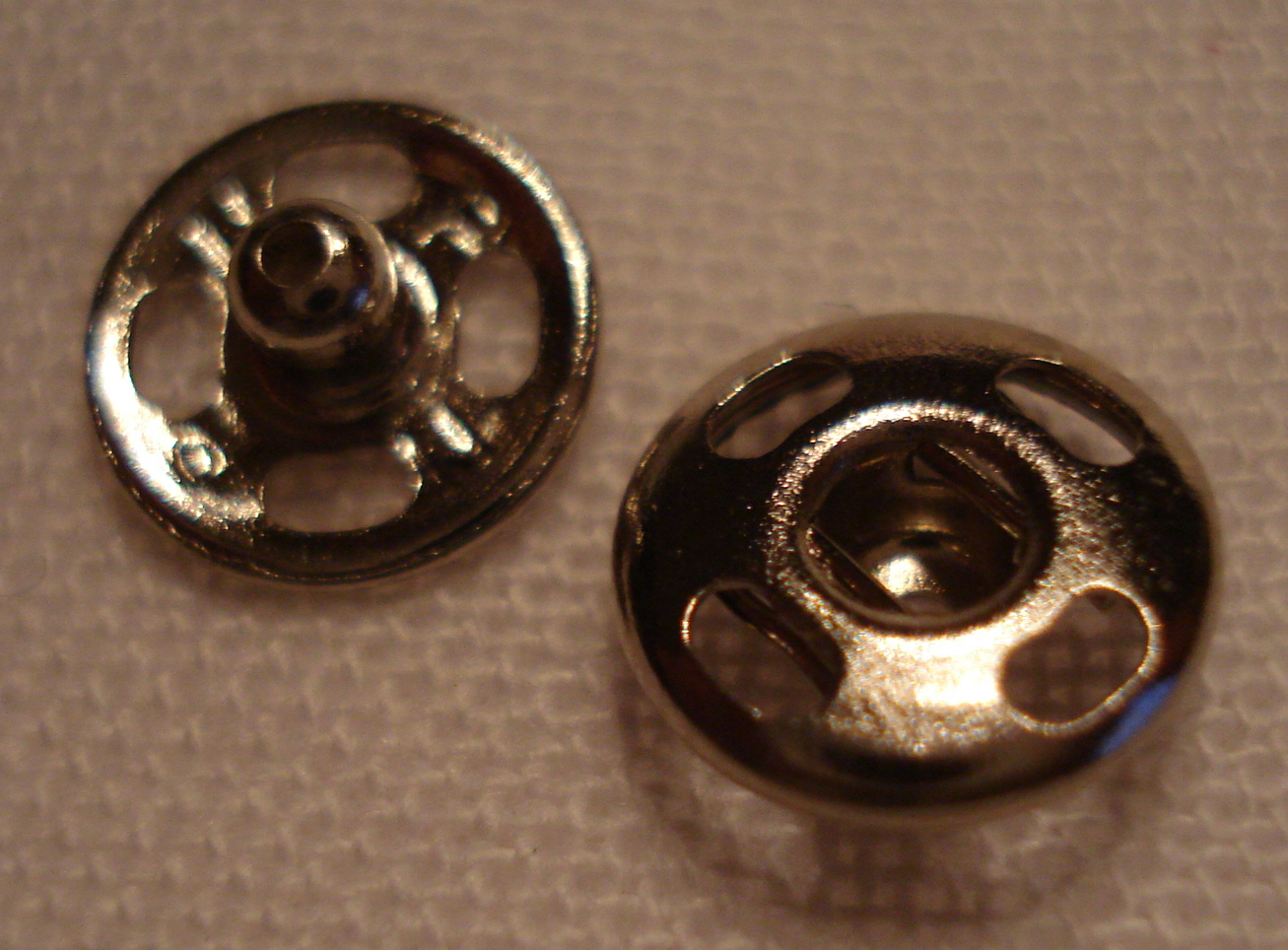
Příklad konektoru pro e-zařízení uchycené v oděvu
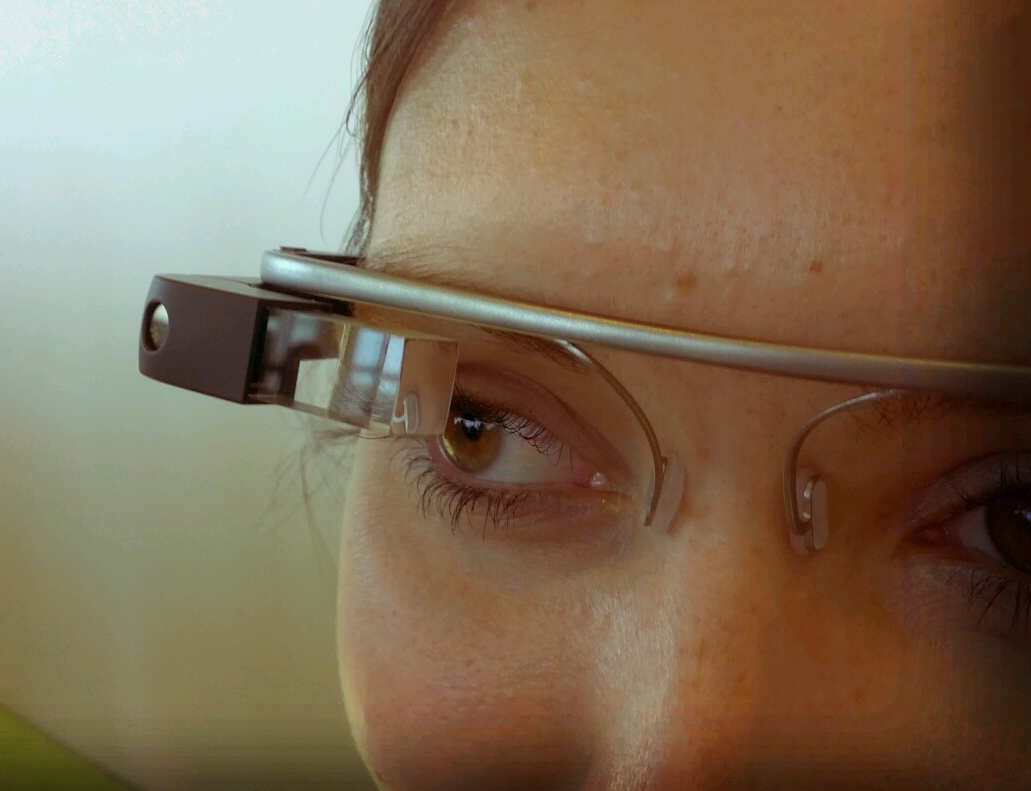
Brýle Google umožňující pozorování rozšířené reality
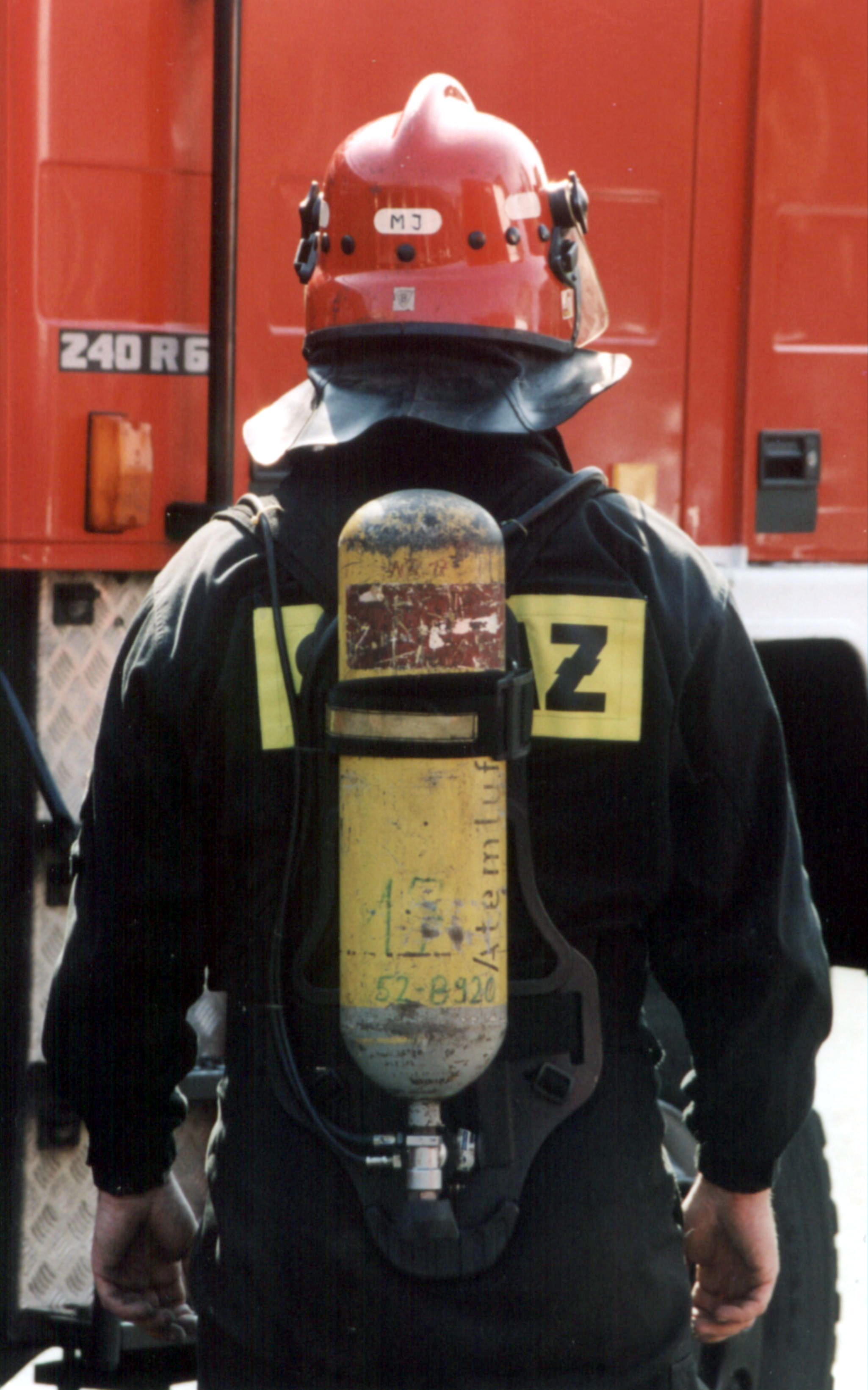
Nositelná elektronika je často zabudována v profesionálních ochranných oděvech
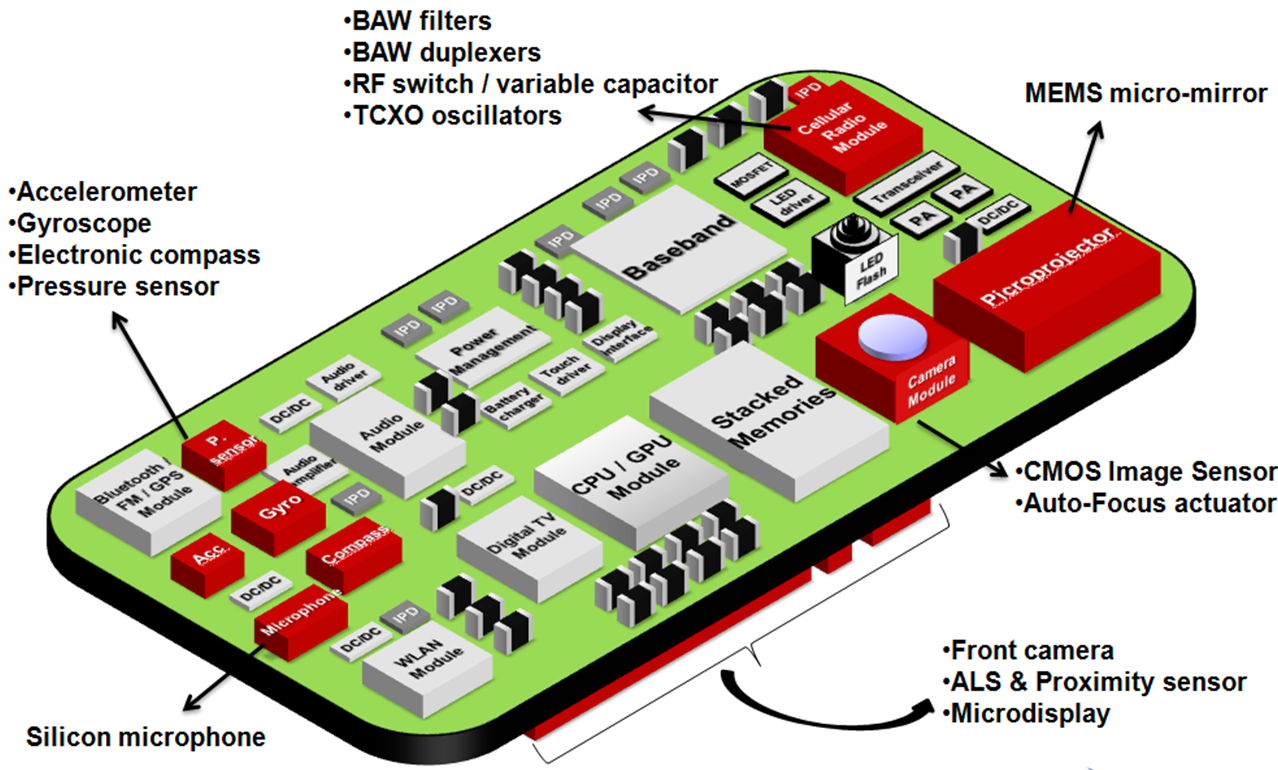
Senzory zrychlení, otáčení (gyroskopy), okolní teploty, vzdálenosti hovořícího, magnetického pole atp., zahrnulé v mobilu